# 札幌市月寒体育館・屋外競技場
札幌市月寒体育館（さっぽろしつきさむたいいくかん）は、札幌市豊平区にあるスケートリンク、札幌市月寒屋外競技場（さっぽろしつきさむおくがいきょうぎじょう）は、ラグビー場・弓道場・テニスコートを備える競技場。名称としては区別されているが、同じ敷地内にあり、関連が深いため、本項で一括して述べる。
この地には、かつて道営札幌競輪場（どうえいさっぽろけいりんじょう）が存在していた。なお、札幌市では札幌ドーム周辺に多目的アリーナと通年型リンクを備えた新月寒体育館の建設を計画している。

## 沿革
1949年に北海道が旧陸軍用地（大日本帝国陸軍第7師団歩兵第25連隊練兵場）に道営札幌競輪場を開設した。1950年から道営札幌競輪が開催されるようになった。1952年に函館競輪場と共同ですすきのに場外車券売場（現在のサテライト札幌）を開設。1954年には『第9回国民体育大会』自転車競技の会場に使用された。
しかしながら、かねてから道営競輪廃止の意向を示していた町村金五が、1959年に北海道知事に当選すると、1960年内の札幌競輪場の廃止を表明。これに対し、当時の豊平町は自ら主催することで競輪場の存続を図ろうとしたが、町民の理解を得られなかったことや札幌市と合併協議中であったことなどから開催権を引き継ぐことができず、断念せざるを得なかった。同年11月5日をもって札幌競輪場での道営競輪開催が終了となり、1961年4月で競輪場が廃止となった。
敷地は豊平町に譲渡されたが、直後の1961年5月に札幌市と合併したため、札幌市が引き継いだ。札幌市は、1962年に月寒運動広場として球技場（軟式野球場・ラグビー場）と庭球場を整備した。
その後、1972年札幌オリンピックのアイスホッケー競技に使用するため、月寒屋内スケート競技場として、前年の1971年に整備された。オリンピック終了後の1972年4月、名称を月寒体育館に改めて、一般開放した。1979年に通年型スケートリンクとした。
屋外競技場は、1979年に庭球場が、1988年にラグビー場と弓道場が完成している。庭球場は、月寒体育館の北側、水源池通に面しているが、ラグビー場と弓道場は、体育館の東側で、やや離れた位置関係にある。
2012年には、南側隣接地に札幌市カーリング場（どうぎんカーリングスタジアム）がオープンした。

## 施設

### 月寒体育館
JOC認定競技別強化センター（日本アイスホッケー連盟）
- 1階[16]
  - リンク（30m × 60m）
  - 多目的室1・2・3
  - 事務室、食堂、売店、選手控室、レフリー室、放送室、乾燥室
- 2階[16]
  - 応接室
  - ホワイエ（卓球場）

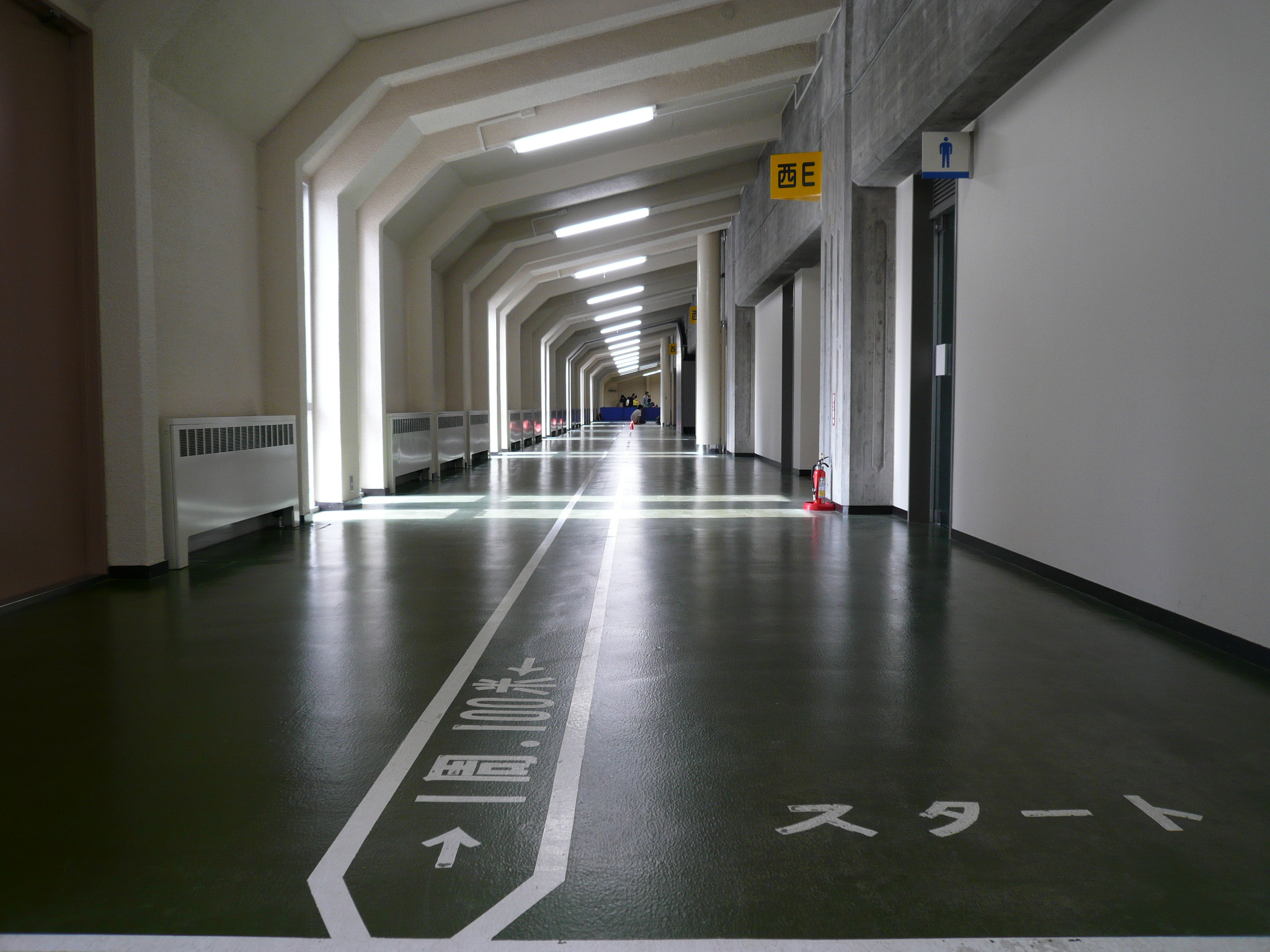
月寒体育館ランニングコース（2009年3月）

### 月寒屋外競技場

#### ラグビー場
- 敷地面積：21,949.00 m2
- 1階[14]
  - フィールド
  - 研修室A・B

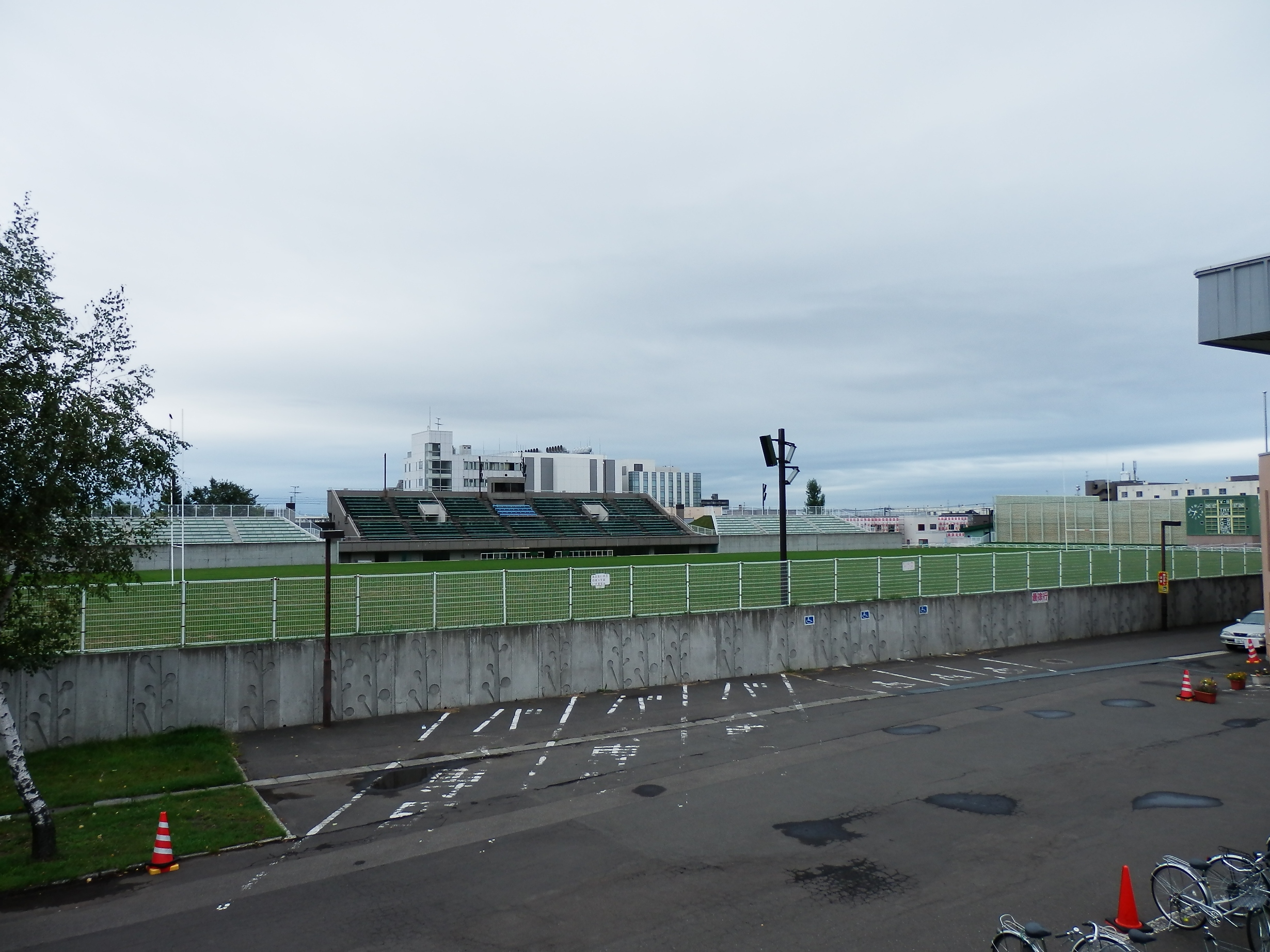
月寒体育館側から見た月寒屋外競技場（2011年9月）

  - 事務室、応接室、役員室、医務室・審判室、選手控室A・B・C・D、浴室・脱衣室
- 2階[14]
  - メインスタンド
  - 売店、会議室

#### 弓道場
JOC認定競技別強化センター（全日本アーチェリー連盟）
- 敷地面積：3,000.00 m2
- 弓道・アーチェリー併用10的（90m級）[6]
- 更衣棟[14]

#### 庭球場
- 敷地面積：2,304.00 m2
- ハードコート4面[5]

## 大会・イベント実績
月寒体育館では、1972年札幌オリンピックのアイスホッケー競技をはじめ、『アジア冬季競技大会』（1986年・1990年）、『1991年冬季ユニバーシアード』、『全日本アイスホッケー選手権大会』（第81回・第83回）、『2015年世界女子カーリング選手権大会』などの国際大会・国内大会に使用され、『アジアリーグアイスホッケー』の試合も行われている。
ラグビー場は『第44回国民体育大会』のラグビーフットボール競技に使用されたほか、『ジャパンラグビートップリーグ』などトップレベルの試合が行われている。弓道場では弓道やアーチェリーの大会が行われる。

## 弓道場暴発事故
2016年9月中旬、月寒屋外競技場弓道場を使用した札幌アーチェリー協会会員が練習中に矢を誤射し、矢は高さ9メートルのフェンスを超え、約100メートル離れた住宅の壁に突き刺さった。負傷者はいなかったが、矢を発見した住民が9月18日に豊平警察署に相談し、警察署は捜査を開始した。11月11日、警察署は「弓道場からのアーチェリーの矢の暴発事故」と断定。11月12日、札幌アーチェリー協会、月寒体育館職員、札幌市が事実関係を確認。11月26日、札幌市が実施した地域住民への事情説明において、地域住民からこの事故以外にも過去に屋外へ矢が飛び出していたとの申出があった。11月27日、札幌アーチェリー協会・指定管理者・札幌市スポーツ部の三者は再発防止策の対応を協議し、札幌市は、施設改修の検討、実態調査、札幌アーチェリー協会と財団に対する文書指導などの対策を講じるとともに、弓道場の一時閉鎖を決定。11月28日、札幌市スポーツ局スポーツ部・一般財団法人さっぽろ健康スポーツ財団・札幌アーチェリー協会は、連名で事故に関する報道資料を公表し陳謝した。

## アクセス・駐車場
- 札幌市営地下鉄東豊線月寒中央駅下車 徒歩1分
- 駐車場150台

## 参考資料
- “札幌市スポーツ施設配置活用実施方針” (PDF).   札幌市 (2021年5月). 2022年10月28日閲覧。
- 『東北・北海道競輪三十年史』北日本自転車競技会、1981年。